# Dysdera kollari
Dysdera kollari là một loài nhện trong họ Dysderidae.
Loài này thuộc chi Dysdera. Dysdera kollari được miêu tả năm 1853 bởi Doblika.